# Mai 1988
Le mois de mai 1988 est le 5e mois de l'année 1988.

## Événements
- 1er mai (Formule 1) : Grand Prix automobile de Saint-Marin.

- 4 mai : libération de Marcel Carton, Marcel Fontaine et Jean-Paul Kauffmann, otages français enlevés au Liban.

- 5 mai : libération des 23 gendarmes pris en otage à Ouvéa en Nouvelle-Calédonie.

- 8 mai : second tour de l'élection présidentielle française et réélection de François Mitterrand.

- 9 mai : l’élection de Wilfried Martens comme Premier ministre en Belgique (son huitième mandat) clôt une crise politique ouverte en décembre 1987. Il forme un cabinet de centre gauche.

- 12 mai : Michel Rocard est nommé premier ministre français.

- 14 mai : dissolution de l'Assemblée nationale française.

- 15 mai
  - guerre d'Afghanistan : début du retrait des Soviétiques d’Afghanistan (fin en février 1989) Les chiffres officiels (mai) indiquent que 13 310 soldats soviétiques ont été tués et 35 478 blessés au cours des combats.
  - Formule 1 : Grand Prix automobile de Monaco.

- 21 mai : discours d'investiture de François Mitterrand[1] à l'aube de son second mandat.

- 22 mai : en République populaire de Hongrie, János Kádár est remplacé au poste de secrétaire général par le Premier ministre Károly Grósz qui établit un austère programme économique avec de nouveaux impôts, des suppressions de subventions et la création d’un petit secteur privé. Grósz tempête contre la prétendue « terreur blanche » et y trouve prétexte pour refuser tout pluralisme. Mais il se heurte à l’opinion et le régime doit faire marche arrière. Le gouvernement assouplit la censure, autorise la formation de partis politiques indépendants et reconnaît le droit de grève et de manifestation.

- 29 mai (Formule 1) : Grand Prix automobile du Mexique.

- 29 mai - 2 juin[2] : sommet Reagan-Gorbatchev à Moscou. Ronald Reagan y célèbre les Droits de l'homme et les libertés. Accords prévoyant le retrait des troupes soviétiques d’Afghanistan et des troupes cubaines d’Angola.

- 31 mai : adoption par l'ONU de la résolution 613.

## Naissances
- 5 mai : 
  - Adele, chanteuse britannique.
  - Léa François, actrice française.
  - Skye Sweetnam, chanteuse canadienne.
- 8 mai :
  - Maicon Pereira de Oliveira, footballeur brésilien († 8 février 2014).
  - L.D. Williams, basketteur américain.
- 9 mai : Sanket Bhosale, comédien indien.
- 17 mai :
  - Jenni Hucul, bobeuse canadienne.
  - Nikki Reed, actrice américaine.
- 18 mai : Taeyang, artiste sud-coréen du groupe Bigbang.
- 26 mai : Mariama Ndao, judokate sénégalaise.

## Décès
- 4 mai : Stanley William Hayter, peintre britannique (° 27 décembre 1901).
- 8 mai :
  - Robert A. Heinlein, auteur de science-fiction américain.
  - Domingo Ortega, matador espagnol (° 25 février 1908).
- 10 mai : Shen Congwen, écrivain chinois (° 1902).
- 13 mai : Chet Baker, trompettiste de jazz américain (° 23 décembre 1929).
- 23 mai : Roberto Succo, tueur en serie Italien